# Jean-Marie Étrillard
Pour le joueur français de rugby à XV, voir Anthony Étrillard.
Jean-Marie Étrillard est un prélat catholique français, né le 6 août 1900 à Carentoir et mort le 16 mai 1976 à Saint-Jacut-les-Pins.

## Biographie
Jean-Marie Étrillard est né le 6 août 1900.
Il suit son petit séminaire à Pont-Rousseau à Rezé près de Nantes, avant d'entrer au grand séminaire de Lyon.
De 1920 à 1922, il fait son service militaire au 6e Dragons à Vincennes. Alors démobilisé, il rejoint le séminaire de la Société des Missions Africaines, cours Gambetta à Lyon. Il est ordonné prêtre le 29 juin 1925.
Il est missionnaire en Côte-d'Ivoire (Katiola) de 1931-1936 et après le décès de Joseph Diss, Edmond Wolff le nomme pro-préfet en 1939. Il devient conseiller provincial de Lyon en 1946.
Il est visiteur et supérieur régional de la Société des Missions Africaines de 1953 à 1956.
Il est évêque du diocèse de Daloa en 1956, puis du nouveau diocèse de Gagnoa de 1956 à 1971. Il y ouvre le petit séminaire Saint Dominique Savio à Gagnoa (1956) et une école de catéchistes (1965) et y triple les écoles primaires chrétiennes. Il prend part au Concile Vatican II,.
Démissionnant de sa charge d'évêque en 1971, il ordonne son successeur Noël Kokora-Tekry puis est nommé supérieur de la maison de la Société des Missions Africaines de Saint-Briac, puis aumônier des Sœurs de Saint-Jacut deux ans plus tard.
Il décède à Saint-Jacut-les-Pins le 16 mai 1976.